# 형따라 마야로 : 아홉 개의 열쇠
《형따라 마야로 : 아홉 개의 열쇠》은 매주 금요일 저녁 8시 40분에 방영중인 리얼 버라이어티 전문 예능 프로그램이다.

## 기획 의도
'차 박사'와 함께 떠나는 탐원 대원들의 여정! 마야의 비밀을 풀 아홉 개의 열쇠를 찾아라! 세계 7대 불가사의 중 하나인 고대 신비의 도시 마야로 떠나는 생활 밀착 문명 어드벤처

## 출연진
- 차승원
- 김성균
- 주연

## 시청률
.
.

| 회차 | 방송일   | AGB 시청률     |
| 회차 | 방송일   | 대한민국(전국) |
| ---- | -------- | -------------- |
| 1    | 8월 4일  | 3.823%         |
| 2    | 8월 11일 | 3.492%         |
| 3    | 8월 18일 | 2.987%         |
| 4    | 8월 25일 | 2.887%         |
| 5    | 9월 1일  | 2.640%         |
| 6    | 9월 8일  | 2.420%         |
| 7    | 9월 15일 | 2.461%         |
| 8    | 9월 22일 | 1.886 %        |
| 9    | 9월 29일 | 1.471 %        |